# Жаксыжарколь (озеро, Сарыкольский район)
Жаксыжарколь (каз. Жақсыжаркөл) — пересыхающее озеро в Сарыкольском районе Костанайской области Казахстана и частично в Тимирязевском районе Северо-Казахстанской области. Находится к востоку от села Анновка и к западу от села Хмельницкое.
По данным топографической съёмки 1945 года, площадь поверхности озера составляет 13,46 км². Наибольшая длина озера — 4,5 км, наибольшая ширина — 4 км. Длина береговой линии составляет 14,2 км, развитие береговой линии — 1,09. Озеро расположено на высоте 173,8 м над уровнем моря.
По данным обследования экспедицией ГГИ от 18 ноября 1955 года, площадь поверхности озера составляет 8,6 км². Максимальная глубина — 2,1 м, объём водной массы — 13,7 млн м³, общая площадь водосбора — 553 км².